# Popova Šapka
Popova Šapka (mkd. Попова Шапка) je najpoznatiji skijaški centar u Severnoj Makedoniji i nekada vrlo popularno skijalište u staroj Jugoslaviji, koje posle dosta godina ponovo postaje interesantno kako jugonostalgičarima, tako i novim generacijama domaćih i stranih skijaša i turista koji sve više posećuju i centar i duge lokacije na Šar-planini.

## Položaj i prilaz
Popova Šapka se nalazi na Šar-planini u Republici Severna Makedonija na visini od 1700 m. Udaljena je 18 km od Tetova i 53 km od Skoplja. Do nje se vrlo brzo stiže i u toku zimske sezone dobrim prilaznim putem koji se odvaja od autoputa Skoplje—Bitolj.
Do Popove Šapke moglo se doći gondolom žičare duge 7 km, sve do 2001. godine, kada je žičara ozbiljno oštećena od strane albanskih terorista u Makedoniji. Početna tačka žičare nalazi se u blizini Harabati Babine tekije i za manje od četrdeset minuta njom se moglo stići do Popova Šapke.

## Geografija
Popova Šapka se nalazi na Šar-planini smeštenoj na granici Srbije, Severne Makedonije i Albanije, koja po po svojim osnovnim morfotektonskim osobinama, pripada Šarsko-pindskom planinskom sistemu, odnosno Dinaridima. Karakteriše je prostrano bilo, čija dužina po horizontalnoj projekciji iznosi 80 do 85 km, odnosno teritorijalno od Kačaničke klisure na severoistoku, sa vrhom Ljuboten, pa sve do gornjeg toka Radike i Vrutoka na jugu, teritorijalno tromeđe makedonsko-albansko-srpske granice.
Širina ove planine koje je  od 20 do 25 km, zauzima površinu od preko 1.600 km².
Iznad prostranog bila diže se planinski greben (prosečne visine 2.300 m), sa brojnim vrhovima (Bakardan 2.700 m, Mali Turčin 2.701 m i Titov vrh 2.748 m, koji su najviši vrhovi na Šari, i spadaju među najviše vrhove Balkanskog poluostrva), i presedlinama, po kojima greben ove planine stvara utisak jake nazupčenosti.
Orografski Šar-planina se pruža dva pravca, deo bila od Ljubotena do Karanikole pruža se pravcem severoistok - jugozapad, dok drugi deo, od Karanikole do gornjeg toka Radike i Vrutoka pravcem sever - jug. Ovaj drugi deo je znatno razuđeniji, pa i pojedini delovi stvaraju utisak zasebne celine (središnji deo sa Titovim vrhom), i kao takvi nose lokalne nazive: Brodska planina, Rudoka, Vraca, Radika planina itd.
- Jezero Karanikola
- Titov vrh (2.748 m)
- Vrh Mali Turčin (2.701 m)
- Vrh Bakadan (2.700 m)

Ispod samog grebena Šar planine leže brojni cirkovi, u kojima su se smestila mnoga prelepa lednička jezera, poznata i kao Gorske oči, dok su ispod cirkova formirane duboko usečene valovske doline, koja najčešće predstavljaju izvorišta mnogih reka.
Posmatrano sa jugoistočne (makedonske) strane ova planina odaje sliku pitomosti i pored visokih kota iznad 2.700 m/nv, ovde dominiraju zeleni pašnjaci, dok je situacija sasvim drugačija na severozapadnoj strani (Kosovsko-metohijskoj), gde ova planina poprima Alpski karakter, pokazujući svoju surovost kroz strmo-stenovite padine periglacijalnog i glacijalnog reljefa.
I pored znatnih visina i svoje surovosti Šar planina je prohodna u svim pravcima. Preko brojnih prevoja od davnina su vodili karavanski putevi, povezujući Tetovski okrug sa Kosovsko-metohijskim područjem, od kojih su najpoznatiji: Karanikolički, Skakalički Čelepinjski, Livadički (Meanče) prevoj, prevoj na Vraci. Prevalc je mesto poznato kao ski centar.

### Klima
U pogledu klime Popova Šapka ima zanimljivu planinsku klimu koju karakterišu različite mikro i makro klimatske varijacije, u kojima meteorološki elementi imaju svoje specifične dnevne i godišnje razdoblje. Prosečna godišnja temperatura znatno je niža, a dnevne i godišnje fluktuacije temperature su smanjene i prilično ublažene. Popova Šapka ima prosečnu godišnju temperaturu od 5,3 °C i 6 °C  koja je niža od prosečne godišnje temperature u Tetovu.
Zbog velike snage zračenja snega, koje je dugo prisutno u zimskim i prolećnim mjesecima, vazduh je izložen jakom hlađenju. Česte su i takozvane inverzije vazduha, tako da se temperatura sa visinom ne smanjuje, već raste.
Prosečna godišnja količina kiše izmerena na području Jelaka i Popove Šapke je preko 1.200 mm. Snežni pokrivač javlja se u proseku od oktobra i traje neprekidno do aprila, u višim mestima do maja i juna, a ima mesta na kojima sneg traje tokom cele godine. Na Popovoj Šapci prosečna visina snežnog pokrivača tokom skijaške sezone iznosi 100 – 150 cm, a prosečan broj dana sa snegom u ovom turističkom centru tokom godine iznosi 135 dana, što je odličan uslov za razvoj zimskog turizma. Snježne lavine su retke, ali nisu u potpunosti isključene.
Na planini prevladavaju vetrovi sa zapada, jugozapada i jugoistoka. Na visoravnima i visoravnima okružen višim vrhovima, brzina vetra znatno je manja u odnosu na same vrhove, oko kojih duvaju brzi vetrovi, posebno u zimskim mesecima. U smislu razvoja zimskog turizma vetrovi negativno deluju jer raznose i istanjuju snežni pokrivač. Brojni vrhovi koji pokrivaju padine smanjuju njihovu brzinu, što omogućava duže zadržavanje snega.

## Karakteristike ski centra Popova Šapke
Karakteristike turističkog naselje ski centra Popova Šapka su sledeće:
- Naselje se nalazi na nadmorska visini od 1.710 m
- Najviši vrh je 2.510 m, za offpiste, dok ratrak prevozi skijaše do visine od 2610 m
- Ukupna dužina staza je 20 km
- Broj ski liftova i žičara je 8

- Turistički kompleks Popova Šapka
- Hotel Teteks
- Vikend naselje Popova Šapka

### Liftovi i ski staze
Većina skijaških staza na Popovoj Šapki je pogodna i za početnike i za napredne skijaše. Popova Šapka ima tri staze uređene po kriterijumima FIS –a, od čega se na stazama Orlova i Jezerino  svake godine održava međunarodni Šarplaninski kup u slalomu i veleslalomu.
| Karakteristike liftova i ski staza na Popovoj Šapki | Karakteristike liftova i ski staza na Popovoj Šapki | Karakteristike liftova i ski staza na Popovoj Šapki | Karakteristike liftova i ski staza na Popovoj Šapki | Karakteristike liftova i ski staza na Popovoj Šapki |
| Broj staze                                          | Vrsta lifta                                         | Naziv lifta                                         | Visinska razlika                                    | Dužina staze                                        |
| --------------------------------------------------- | --------------------------------------------------- | --------------------------------------------------- | --------------------------------------------------- | --------------------------------------------------- |
| 1                                                   | Dvosed                                              | Sini vrh (Ceripašina)                               | 820 m                                               | 2400 m                                              |
| 2                                                   | Dvosed                                              | Sveti Ilija                                         | 250 m                                               | 1200 m                                              |
| 3                                                   | Ski-lift sidro                                      | Hajdučka ravnica 1                                  | 170 m                                               | 550 m                                               |
| 4                                                   | Ski-lift tanjir                                     | Hajdučka ravnica 2                                  | 170 m                                               | 500 m                                               |
| 5                                                   | Ski-lift sidro                                      | Babin izvor                                         | 100 m                                               | 620 m                                               |
| 6                                                   | Ski-lift sidro                                      | Mali jelak                                          | 450 m                                               | 600 m                                               |
| 7                                                   | Ski-lift tanjir                                     | Potok 1                                             | 110 m                                               | 400 m                                               |
| 8                                                   | Ski-lift tanjir                                     | Potok 2                                             | 110 m                                               | 400 m                                               |

Napomena: staze na Popovoj Šapci imaju isti naziv kao i žičare koje vuku do njih.
Obilje slobodnih terena, 20 km uređenih ski staza, od čega tri takmičarske (FIS kategorizacije), visina centra od preko 2.500 mnv i jeftina vanpansionska potrošnja samo su neki od razloga sve veće poste turista. 
Za pripremanje ski staza ski centar u svom voznom parku poseduje tri ratraka tipa Pisten Bully.

### Smeštajni kapaciteti
Turističko naselje Popova Šapka ima više hotela, koji su i dalje u društvenom vlasništvu i koji mogu da prihvate veliki broj turista. Najvažniji i najveći su:
- Hotel „Popova Šapka”,
- Hotel „Slavija”,
- Hotel „Teteks“,
- Hotel „Bora“

Centar ima i druga letovališta u blizini Popove Šapke kao što su: Jelak, Lešnica i Ceripašina.
Planinarski dom na Popovoj Šapci je bio podignut još krajem 1937.

## Verski turizam
Na Popovoj Šapki kao najpoznatijem skijaškom centru u Severnoj Makedoniji nalazi se i manastir Sveti Naum Ohridski - Čudotvorac, koji je  stecište verskog turizma brojnih posetilaca Šar Planine.
Prvobitna manastirska crkva koja je stradala za vreme Osmanskog carstva obnovljena je 1992. godine. U njoj je fresko-dekoraciju izradio akademski slikar Nikola Conev.
Uz manastirsku crkvu se nalazi manastirski kompleks sa širokim travnjakom i nekoliko vidikovaca, koji mogu da koriste svi posetioci. Manastirski kompleks poseduje pored manastirskog konaka koji posetiocima nudi smeštaj u u za to posebno uređenim sobama, i druge ugostiteljske usluge u svom restoranu i drugim prostorima.
Kako se manastirski kompleks nalazi na samim ski terenima, najposećeniji je u zimskom periodu.

## Spoljašnje veze
- Popova Šapka — www.skibus.rs